# Habitatge a la plaça Major (Cóll)
L'Habitatge a la plaça Major és una construcció a Cóll, al minicipi de la Vall de Boí (Alta Ribagorça) inclosa a l'Inventari del Patrimoni Arquitectònic de Catalunya.

## Descripció
Volum de planta rectangular, façana estreta, balconada correguda de barana de ferro forjat, i coberta a dues vessants a refer necessàriament amb teula.
El lloc preeminent del seu emplaçament i l'esveltesa de la seva composició li atorguen a aquest edifici una manifesta singularitat mereixedora de ser conservada.